# Jean-Luc Raharimanana
Jean-Luc Raharimanana, noto anche solo come Raharimanana (Antananarivo, 26 giugno 1967), è uno scrittore e giornalista malgascio.
Le sue opere vertono principalmente sulla situazione di povertà e corruzione del Madagascar, e sono state tradotte dal francese in tedesco, inglese, italiano e spagnolo.

## Elenco parziale delle opere
- Le prophète et le président (1989)
- Le lépreux et dix-neuf autres nouvelles (Hatier, 1992)
- Sogni sotto il sudario (Rêves sous le linceul, Le Serpent à Plumes 1996), traduzione di Maurizio Ferrara, Edizioni Lavoro, Roma 2001
- Le puits, (Actes Sud Papier, 1997)
- Lucernario (Lucarne, Le Serpent à Plumes, 1999), traduzione di Maurizio Ferrara, Edizioni Lavoro, Roma 2000
- Nour, 1947, (Le Serpent à Plumes, 2001)
- Landisoa et les trois cailloux (Edicef, 2001)
- L'arbre anthropophage (Joëlle Losfeld, 2004)